# 戈季夫
49°36′52″N 25°1′53″E / 49.61444°N 25.03139°E
戈季夫（烏克蘭語：Годів），是烏克蘭的村落，位於該國西部捷爾諾波爾州，由捷尔诺波尔区負責管轄，始建於1440年，面積3.35平方公里，2001年人口715，人口密度每平方公里213.2人。